# Година, Андре
Андре́ Година́ (фр. André Godinat; 3 сентября 1903, Reuil — 3 октября 1979, Эперне) — французский шоссейный велогонщик, выступавший на профессиональном уровне в период 1928—1937 годов. Победитель и призёр многих крупных гонок своего времени, в том числе одного из этапов «Тур де Франс», чемпион Франции среди профессионалов в шоссейной групповой гонке.

## Биография
Андре Година родился 9 марта 1903 года в коммуне Рёй департамента Марна, Франция.
Впервые заявил о себе в шоссейном велоспорте в сезоне 1925 года, став вторым в любительской гонке Circuit de Champagne.
Начиная с 1928 года выступал на профессиональном уровне, присоединившись к команде Alléluia-Wolber. В этом сезоне отметился победами в гонках Nancy-Colmar и GP de la Métallurgie, впервые принял участие в супервеломногодневке «Тур де Франс», но сошёл с дистанции в ходе седьмого этапа.
В 1929 году в составе Dilecta-Wolber выиграл «Гран-при де Реймс», стал третьим в гонке «Париж — Рен», вновь участвовал в «Тур де Франс» — на сей раз снялся на девятом этапе.
В 1930 году добавил в послужной список победу на Circuit de la Vienne, был третьим на «Париж — Виши», шестым на «Париж — Рубе», Circuit des villes d'eaux d'Auvergne, Circuit de l'Allier, Circuit du Puy-de-Dôme.
В 1931 году выиграл генеральную классификацию и один из этапов многодневной гонки «Эперне — Шомон — Эперне», был лучшим на «Париж — Л’Эгль», занял третье место на «Гран-при Плуэ». На «Тур де Франс» в этот раз одержал победу на четвёртом этапе, но сошёл с дистанции в ходе двенадцатого этапа.
Сезон 1932 года провёл в команде France Sport-Dunlop. Среди наиболее значимых достижений в этот период — победа на шоссейном чемпионате Франции и девятое место на чемпионате мира в Риме. Также в этом сезоне Година в первый и единственный раз в своей карьере принял участие в гранд-туре «Джиро д’Италия» — в итоговом протоколе соревнований расположился на 47 строке.
В 1933 году в составе команды Lutetia-Wolber стал вторым в гонках Circuit de Champagne и Circuit de la Vienne.
На чемпионате Франции 1934 года стал бронзовым призёром. Помимо этого, показал второй результат на «Париж — Пуатье», пятый результат на «Париж — Рубе» и шестой результат на «Гран-при Наций».
В 1935 году вновь был вторым на «Париж — Пуатье», занял второе место на «Париж — Седан», стал третьим в гонках Circuit de l'Indre и Grand Prix d'Issoire.
Впоследствии оставался действующим профессиональным гонщиком вплоть до 1937 года, находясь в составе команды Dilecta-Wolber, хотя в последнее время уже не показывал сколько-нибудь значимых результатов.
Умер 3 октября 1979 года в городе Эперне в возрасте 76 лет.